# Pervomaiski (Leningràdskaia)
Pervomaiski - Первомайский (rus) és un possiólok del krai de Krasnodar, a Rússia. És a les terres baixes de Kuban-Azov, a 15 km al sud-oest de Leningràdskaia i a 129 km al nord de Krasnodar, la capital. Pertanyen a aquest municipi els possiolki de Zvezdà, Zernovoi i Lugovoi.